# Ghostemane
Ghostemane, de son vrai nom Eric Whitney, né le 15 avril 1991, est un rappeur américain originaire de Lake Worth, en Floride.
Avant de devenir rappeur, Whitney était guitariste pour des groupes de metal hardcore et de doom metal. Whitney déménagea plus tard à Los Angeles où il se consacre au rap underground et commence à connaitre du succès.

## Biographie

### Jeunesse
Né en Floride de parents new-yorkais, Whitney grandit à West Palm Beach. Durant son adolescence, il joue de la guitare pour différents groupes de metal, ce qui lui permet alors de s’intéresser au monde musical, notamment à la scène rap de Memphis grâce au groupe de punk hardcore Nemesis. Durant ses années de lycée, il joue au Football américain en avouant être presque forcé par son père, ce dernier meurt lorsque Whitney a dix-sept ans.

### Carrière

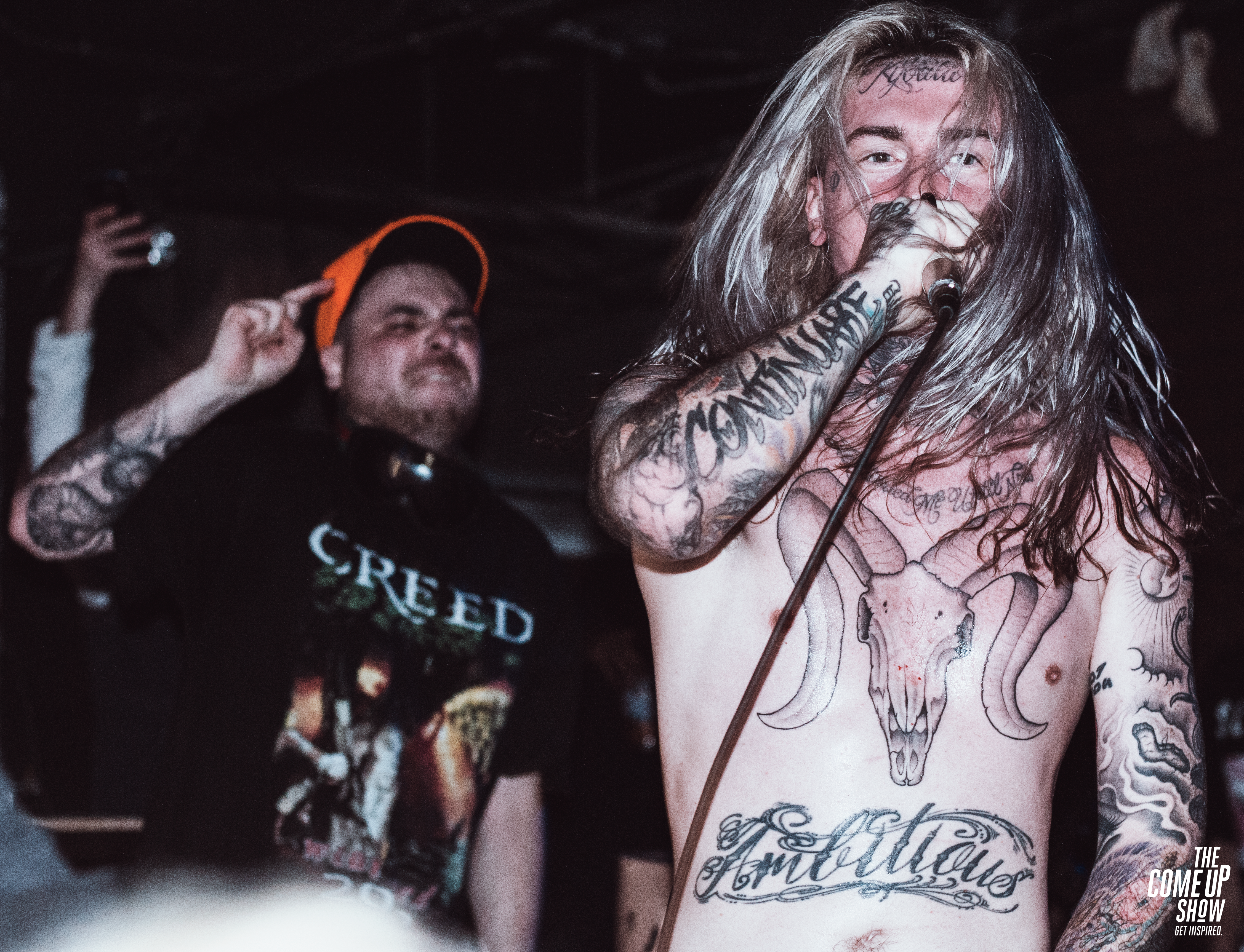
Ghostemane

Whitney obtient son diplôme universitaire après avoir étudié l'astrophysique et est ensuite embauché à un poste gagnant 65 000 dollars par an. En 2015, Whitney déménage à Los Angeles, en Californie, car sa musique ne gagne pas en popularité dans le sud de la Floride, abandonnant son emploi en même temps. En rencontrant JGRXXN, Whitney rejoint le collectif « Schemaposse » qui comprend des artistes tels que Craig Xen et Lil Peep, aujourd'hui décédé.
En avril 2016, Schemaposse est dissout, laissant Whitney seul sans groupe. Whitney rencontre finalement le duo néo-orléanais underground $uicideboy$ et le rappeur floridien Pouya. Pouya et Whitney collaborent sur le titre 1000 Rounds en avril 2017. Le titre rencontre un certain succès, comptabilisant plus de 11 millions de vues en septembre 2018 et en 2024 plus de 35 millions.
En mai 2018, Pouya annonce qu'une mixtape collaborative avec Ghostemane est en production.

## Style musical
Whitney déclare que sa plus grande influence est le groupe de black metal Bathory. Il passe la majeure partie de son adolescence à écouter des groupes de Death metal et black metal tels que Deicide, Death, Carcass et Mayhem. En termes de musique rap, Whitney est influencé par des groupes de rap du Sud tels que Three 6 Mafia.
D’un point de vue stylistique, les musiques de Whitney tournent autour de thèmes tels que l'occultisme, la dépression, le nihilisme et la mort. 

## Discographie

### EPs
- 2014 : GHOST TALES
- 2015 : DOGMA
- 2015 : KREEP
- 2016 : DÆMON
- 2016 : DÆMON II
- 2017 : DÆMON III
- 2018 : DAHLIA I (avec Getter)
- 2019 : FEAR NETWORK
- 2019 : OPIUM
- 2019 : HUMAN ERROR
- 2020 : Baader-Meinhof
- 2021 : LXRDMAGE avec Scarlxrd
- 2021 : FEAR NETWORK II

### Albums
- 2014 : Blunts N’ Brass Monkey
- 2014 : TABOO
- 2015 : OOGABOOGA
- 2015 : For the Aspiring Occultist
- 2015 : Astral Kreepin
- 2016 : RITUALS
- 2016 : BLACKMAGE
- 2016 : PLAGUES
- 2017 : HEXADA
- 2018 : N/O/I/S/E
- 2019 : Fear Network
- 2019 : OPIUM
- 2020 : ANTI-ICON